# Alter Ego (Minus One)
Alter Ego è un singolo del gruppo musicale cipriota Minus One, presentato il 22 febbraio 2016 e pubblicato l'11 marzo. Il brano, scritto dai componenti della band Francois Micheletto, Harrys Pari, Constantinos Amerikanos, Antonis Loizides e Christopher Ioannides con l'aiuto dello svedese Thomas G:son, ha rappresentato Cipro all'Eurovision Song Contest 2016.
I Minus One hanno cantato Alter Ego per undicesimi nella prima semifinale del 10 maggio sul palco dell'Eurovision a Stoccolma e si sono qualificati per la finale del 14 maggio, dove hanno cantato per quattordicesimi su 26 partecipanti.
Nella semifinale i Minus One sono arrivati ottavi su 18 partecipanti con 164 punti, di cui 93 dal televoto, nel quale si sono piazzati sesti, e 71 dalle giurie, per le quali sono risultati i noni più votati. Nella finale si sono piazzati ventunesimi su 26 partecipanti, totalizzando 96 punti. I Minus One sono risultati i quindicesimi più votati dal pubblico, con 53 punti, e i ventesimi preferiti dalle giurie, con 43 punti. Sono inoltre risultati i più televotati in Grecia.

## Tracce
Download digitale
1. Alter Ego – 3:03